# Христо Танев (революционер)
Вижте пояснителната страница за други личности с името Христо Танев.
Христо Танев  (на гръцки: Χρήστος Τάνης) е македонски гъркоманин, деец на Гръцката въоръжена пропаганда в Македония от началото на XX век.

## Биография
Роден е в южномакедонския град Струмица, тогава в Османската империя, днес в Северна Македония. Включва се в гръцката революционна активност в началото на XX век и става подвойвода на капитан Власис Цироянис (капитан Далис). Взима участие в много сражения както с турци, така и с българи до самия край на гръцката въоръжена борба в 1908 година.